# Nord russe
 (mars 2025).
Ne doit pas être confondu avec la Région du Nord (Russie).

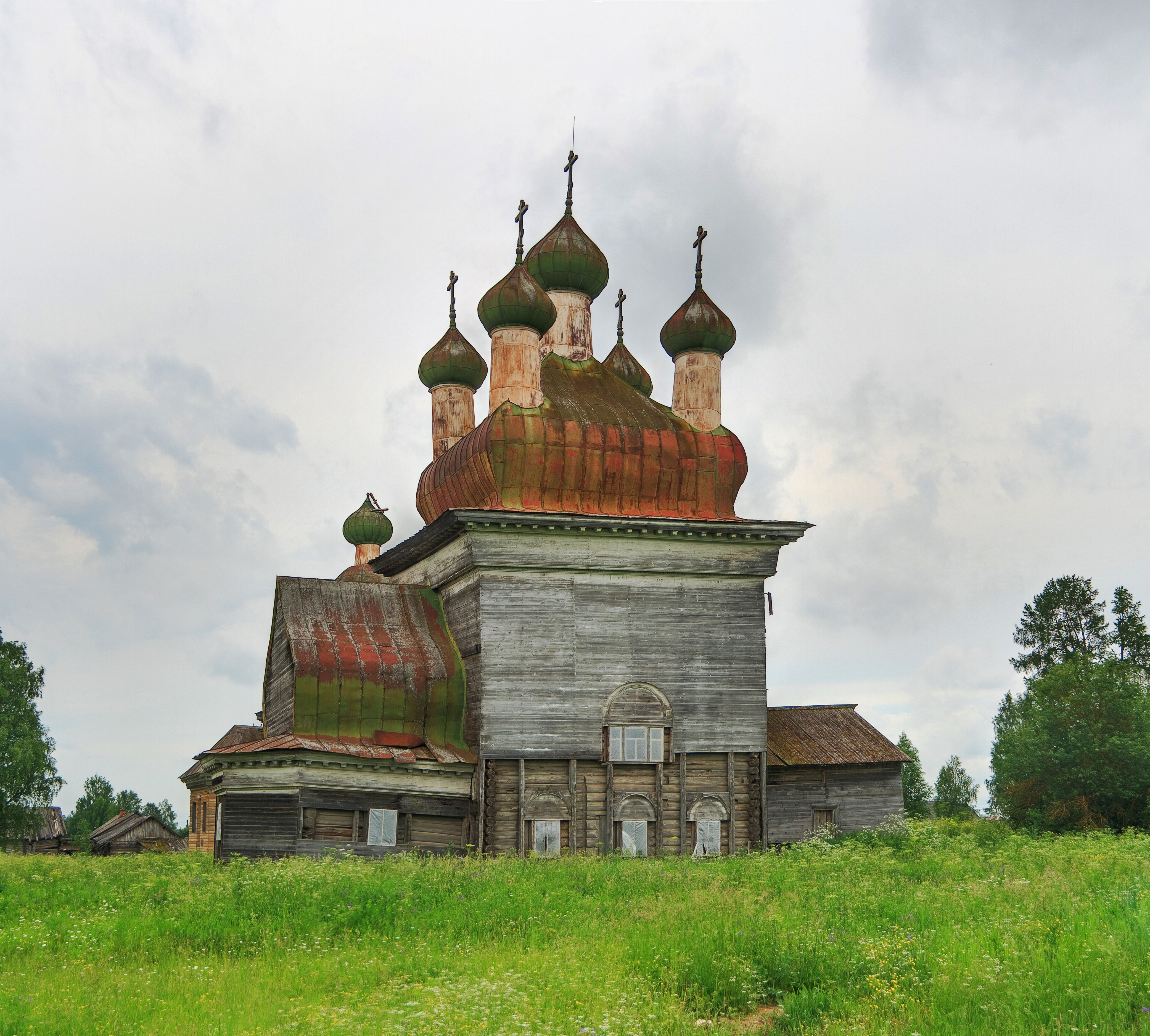
Église Saint-Michel d'Arkhangelo, raïon de Kargopol.

Carte de la Russie montrant la région économique du Nord, qui correspond largement à la région traditionnelle du Nord russe.

Le Nord russe (en russe : Русский Север, Rousski Sever) est une région ethnoculturelle située dans la partie nord-ouest de la Russie européenne. Elle couvre les régions de l'oblast d'Arkhangelsk, de la république de Carélie, de la république des Komis, de l'oblast de Vologda et du district autonome de Nénétsie. 
La région est connu pour ses traditions d'art populaire ; en particulier, l'architecture en bois (dont celle de Vologda), la sculpture et la peinture sur bois et sur os. En raison de leur éloignement, les zones rurales du nord de la Russie préservent une grande partie des aspects archaïques de la culture russe des XIXe et XXe siècles, ce qui la rend particulièrement intéressante pour les historiens, les culturologues et les ethnographes.